# Gymnopternus campsicnemoides
Gymnopternus campsicnemoides är en tvåvingeart som beskrevs av Robinson 1964. Gymnopternus campsicnemoides ingår i släktet Gymnopternus och familjen styltflugor. Inga underarter finns listade i Catalogue of Life.